# Gran Premi Bradlo
El Gran Premi Bradlo era una cursa ciclista que es disputava a Eslovàquia. Creada el 2000, el 2005 va entrar a formar part del calendari de l'UCI Europa Tour. Es disputà en un sol dia, a excepció de la darrera edició, el 2009, quan es va disputar en dues etapes.

## Palmarès
| Any  | Vencedor          | Segon             | Tercer             |
| ---- | ----------------- | ----------------- | ------------------ |
| 2000 | Radek Dite        | Kamil Vrana       | Michal Prusa       |
| 2001 | Giampaolo Caruso  | Damiano Marangoni | Diego Nosotti      |
| 2002 | Kristjan Fajt     | Luboš Pelánek     | Radovan Husar      |
| 2003 | Roman Broniš      | Matej Jurčo       | Sebastian Skiba    |
| 2004 | Raffaele Illiano  | Sebastian Skiba   | Martin Prázdnovský |
| 2005 | Martin Riška      | Werner Faltheiner | Maroš Kováč        |
| 2006 | Adam Hansen       | Tomáš Bucháček    | Ján Valach         |
| 2007 | Maciej Bodnar     | Maciej Paterski   | Piotr Osinski      |
| 2008 | Péter Kusztor     | Maroš Kováč       | Rostislav Krotký   |
| 2009 | Nebojša Jovanović | Ján Valach        | Matej Jurčo        |